# Asso (filme)
Asso é um filme italiano de 1981, de gênero comédia, dirigido pelos cineastas Castellano e Pipolo.

## Sinopse
Asso (Ás em Português) é um jogador que ganhou seu apelido por suas habilidades com cartas.
Sua esposa Silvia acaba se apaixonando por um jogador de pôquer, o Varesino, pelo menos tão bom quanto Asso.
Asso, no final, chega no céu e começa a jogar pôquer com Deus. Ele perde, mas Deus promete a ele uma vingança em alguns milênios. 